# Pokój w Lubowli
Pokój w Lubowli – traktat pokojowy zawarty w Lubowli w dniu 15 marca 1412 roku pomiędzy królem Polski Władysławem Jagiełłą a królem Węgier i Niemiec Zygmuntem Luksemburskim.

## Tło międzynarodowe
Po zwycięstwie pod Grunwaldem i podpisaniem z Zakonem Krzyżackim Pokoju toruńskiego w 1411 roku, Królestwo Polskie nadal pozostawało w stanie wojny z Węgrami rządzonymi przez Zygmunta Luksemburskiego, który w sojuszu z Krzyżakami w 1410 roku najechał Sądecczyznę.
Bitwa pod Grunwaldem zmieniła gruntownie sytuację międzynarodową, ponieważ Polska stała się ważnym czynnikiem w koalicji walczącej przeciwko Zygmuntowi. W maju 1411 roku Jagiełło zawarł sojusz z hospodarem Wołoszczyzny, Mirczą Starym. Na początku 1412 roku Paolo Nicoletti Veneto poseł Wenecji, która była w długotrwałym konflikcie z Zygmuntem o Dalmację, przybył do Krakowa i zaproponował Jagielle pieniężną i wojskową pomoc przeciw Zygmuntowi, a Ernest Żelazny w styczniu ożenił się z Cymbarką, siostrzenicą Jagiełły, co przypieczętowało sojusz Habsburgów z Polską. Spowodowało to, że Zygmunt znalazł się w potrzasku i musiał porozumieć się z Polską. W związku z tym w marcu 1411 roku w Nowej Wsi Spiskiej zawarł z Jagiełłą rozejm, a wkrótce dzięki mediacji możnowładców obu krajów i staraniom legata papieskiego kardynała Brando de Castiglione obaj władcy spotkali się 12 marca 1412 r. na Zamku Lubowelskim na Spiszu, w efekcie czego, w trakcie trzech dni rozmów, zawarto porozumienie.

## Postanowienia
- obaj władcy zawierają przymierze wieczyste wymierzone we wszystkich wrogów;
- Ruś Czerwona i Podole zostały uznane za część Polski do śmierci jednego z dwóch władców, a następnie po 5 latach od tego wydarzenia wspólna komisja panów polskich i węgierskich miała zadecydować o ich dalszych losach;
- Mołdawia miała pozostać lennem Królestwa Polskiego (była nim od 1387 r.), lecz miała być zobowiązana do posiłkowania Zygmunta przeciw Turcji;
- Polska uznała węgierskie wpływy na Wołoszczyźnie;

## Konsekwencje
- Zerwany został okrążający Polskę sojusz Węgier i Zakonu Krzyżackiego;
- Jagiełło został uznany za równorzędnego władcę chrześcijańskiego, co było o tyle ważne, że kwestionowała ten fakt propaganda Zakonu Krzyżackiego oskarżając Jagiełłę o to, że jest nadal poganinem;
- Węgry zwróciły polskie insygnia koronacyjne Władysława Łokietka i Kazimierza Wielkiego, które w grudniu 1370 r. wywiózł na Węgry król Polski Ludwik Andegaweński;
- w dniu 18 maja Zakon pod presją Zygmunta zgodził się na przekazanie sporu z Polską pod osąd króla Węgier;
- w czerwcu podczas spotkania w Budzie Zygmunt zastawił Jagielle trzynaście miast spiskich w zamian za zgodę na przejęcie przez Węgry części odszkodowania krzyżackiego dla Polski (w wysokości 37 tys. kop groszy praskich) i uzyskał zgodę Jagiełły na przekazanie sporu polsko-krzyżackiego pod jego sąd. Postanowiono też, że zatargi Luksemburczyka z austriackimi Habsburgami miał rozstrzygać Jagiełło;
- sierpień - Zygmunt ogłosił wyrok na niekorzyść Zakonu, uznając pretensje biskupów polskich, resztę odkładając do zbadania przez komisję - przy okazji wywarł na Zakon presję o wypłatę należnego odszkodowania, grożąc przekazaniem Polsce Nowej Marchii. Dla Jagiełły wyrok oznaczał możliwość rewizji pokoju toruńskiego, mistrz Zakonu został zaś zmuszony do przyjęcia warunków pod naciskiem partii pokojowej marszałka Michała Kuchmeistera - rozpoczął się powolny bieg procesu, w którym do 1414 - sędziowie polubowni unikali wydania wyroku;
- 8 listopada – jako zabezpieczenie pożyczki 37 tys. kop groszy praskich król Zygmunt Luksemburski przekazał Władysławowi Jagielle tzw. zastaw spiski, który pozostał pod władzą Polski do 1769 roku. Na mocy porozumień z Węgrami Polska odzyskała także należące do niej wcześniej Podoliniec, Gniazda oraz Lubowlę z zamkiem lubowelskim, który ustanowiono siedzibą nowo utworzonego z zastawionych terenów starostwa spiskiego;